# Сан-Жуан-ду-Пезу
Сан-Жуан-ду-Пезу (порт. São João do Peso; МФА: [ˈsɐ̃w ʒu.ˈɐ̃w du ˈpe.zu]) — парафія в Португалії, у муніципалітеті Віла-де-Рей. Розташована в східній частині країни, на теренах історичної португальської провінції Бейра. Входить до складу округу Каштелу-Бранку. За адміністративним поділом, чинним до 1976 року, терени парафії були складовою провінції Нижня Бейра. Належить до Порталегрівсько-Каштелу-Бранківської діоцезії Католицької церкви. Патрон — Іван Хреститель. Площа — 13,0507 км². Населення — 204 ос. (2011). Слабо урбанізований регіон. Густота населення — 15,63 осіб/км²
. Код — 051002.

## Населення
| Кількість мешканців | Кількість мешканців | Кількість мешканців | Кількість мешканців | Кількість мешканців | Кількість мешканців | Кількість мешканців | Кількість мешканців | Кількість мешканців | Кількість мешканців | Кількість мешканців | Кількість мешканців | Кількість мешканців | Кількість мешканців | Кількість мешканців |
| ------------------- | ------------------- | ------------------- | ------------------- | ------------------- | ------------------- | ------------------- | ------------------- | ------------------- | ------------------- | ------------------- | ------------------- | ------------------- | ------------------- | ------------------- |
| 1864                | 1878                | 1890                | 1900                | 1911                | 1920                | 1930                | 1940                | 1950                | 1960                | 1970                | 1981                | 1991                | 2001                | 2011                |
| 413                 | 459                 | 498                 | 525                 | 587                 | 588                 | 603                 | 592                 | 546                 | 415                 | 343                 | 294                 | 220                 | 174                 | 204                 |